# Цайши (станция)
Цаиши — станция Грузинской железной дороги на линии Самтредиа — Псоу. Открыта в 1940 году в рамках строительства Черноморской железной дороги. Расстояние до Зугдиди — 15 км, до Тбилиси — 303 км. Находится в одноимённом селе края Самгрело — Земо Сванети.
Количество путей на станции — 4, из них все электрифицированы. Путевое развитие и разводные стрелки на станции автоматические. На станции имеется здание, где пассажиры могут ожидать поезд и служебные постройки.
По состоянию на 2011 год на станции останавливаются следующие поезда:

## Пассажирские поезда
№ 23 Зугдиди — Тбилиси (дневной скорый поезд)
№ 24 Тбилиси — Зугдиди (дневной скорый поезд)
№ 601 Зугдиди — Тбилиси (ночной поезд)
№ 602 Тбилиси — Зугдиди (ночной поезд)

## Пригородные электропоезда
№ 697 Зугдиди — Кутаиси (пригородный электропоезд)
№ 698 Кутаиси — Зугдиди (пригородный электропоезд)